# القروي (ملحان)

تعديل مصدري - تعديل

القروا أو القروى هي إحدى قرى عزلة بدح بمديرية ملحان التابعة لمحافظة المحويت، بلغ تعداد سكانها 337 نسمة حسب تعداد اليمن لعام 2004.